# Мортица
Мортица је насеље у Италији у округу Пјаченца, региону Емилија-Ромања.
Према процени из 2011. у насељу је живело 596 становника. Насеље се налази на надморској висини од 47 м.